# Quarta (Kartoffel)

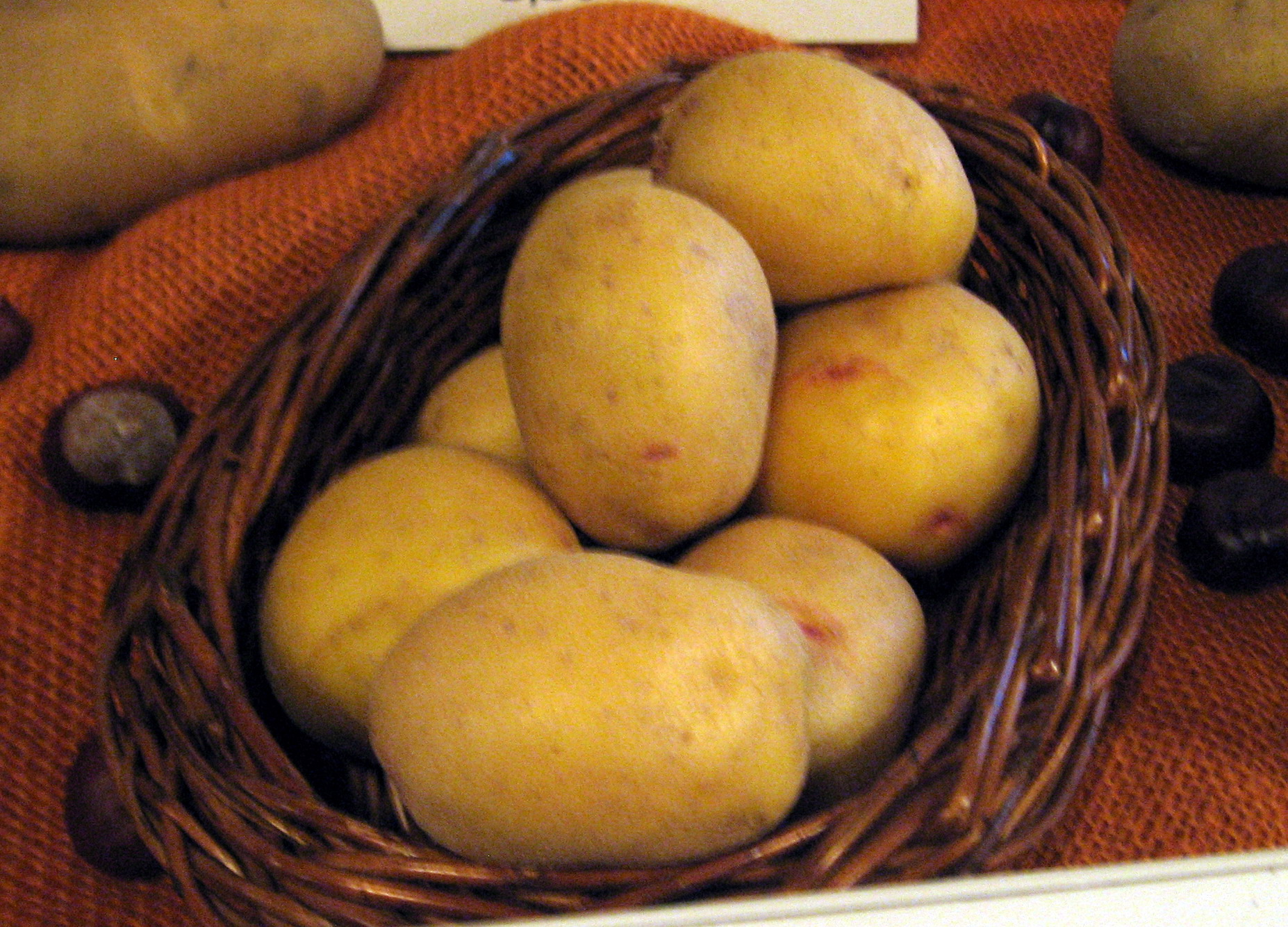
Quarta

Quarta ist eine mittelfrühe, vorwiegend festkochende Kartoffelsorte. Sie wurde von der Kartoffelzucht Böhm GmbH & Co. KG, Lüneburg, gezüchtet und 1979 vom Bundessortenamt zugelassen. Eine Besonderheit sind ihre „roten Augen“ bei ansonsten gelber Schale. Ihr Fleisch ist tiefgelb.
Der Knollenansatz erfolgt vergleichsweise früh, so dass sie eine Beregnung zu diesem Zeitpunkt mit höheren Erträgen dankt. Da der Knollenansatz relativ hoch erfolgt, muss die Ablage rund 3 cm tiefer als normal erfolgen. Zur Vermeidung grüner Knollen ist auf einen lockeren Boden unter der Pflanzknolle sowie einen guten Dammaufbau zu achten. Bei 75-cm-Reihen wird eine Pflanzenanzahl von rund 46.000 je Hektar empfohlen. Resistenzen liegen gegenüber den Nematodenarten Ro 1 und 4 vor.
Die Sorte wurde 1979 in Deutschland zugelassen. Eine Kreuzung von Quarta mit Bintje ergab die Sorte Ditta, die Kreuzung von Quarta x Semlo ergab die Sorte Agria.